# Армін Вандель
Армін Вандель (нім. Armin Wandel; 11 червня 1913, Кальдау — 25 січня 1994, Лар) — німецький військовий медик, фрегаттен-капітан медичної служби крігсмаріне, капітан-цур-зее медичної служби бундесмаріне.

## Біографія

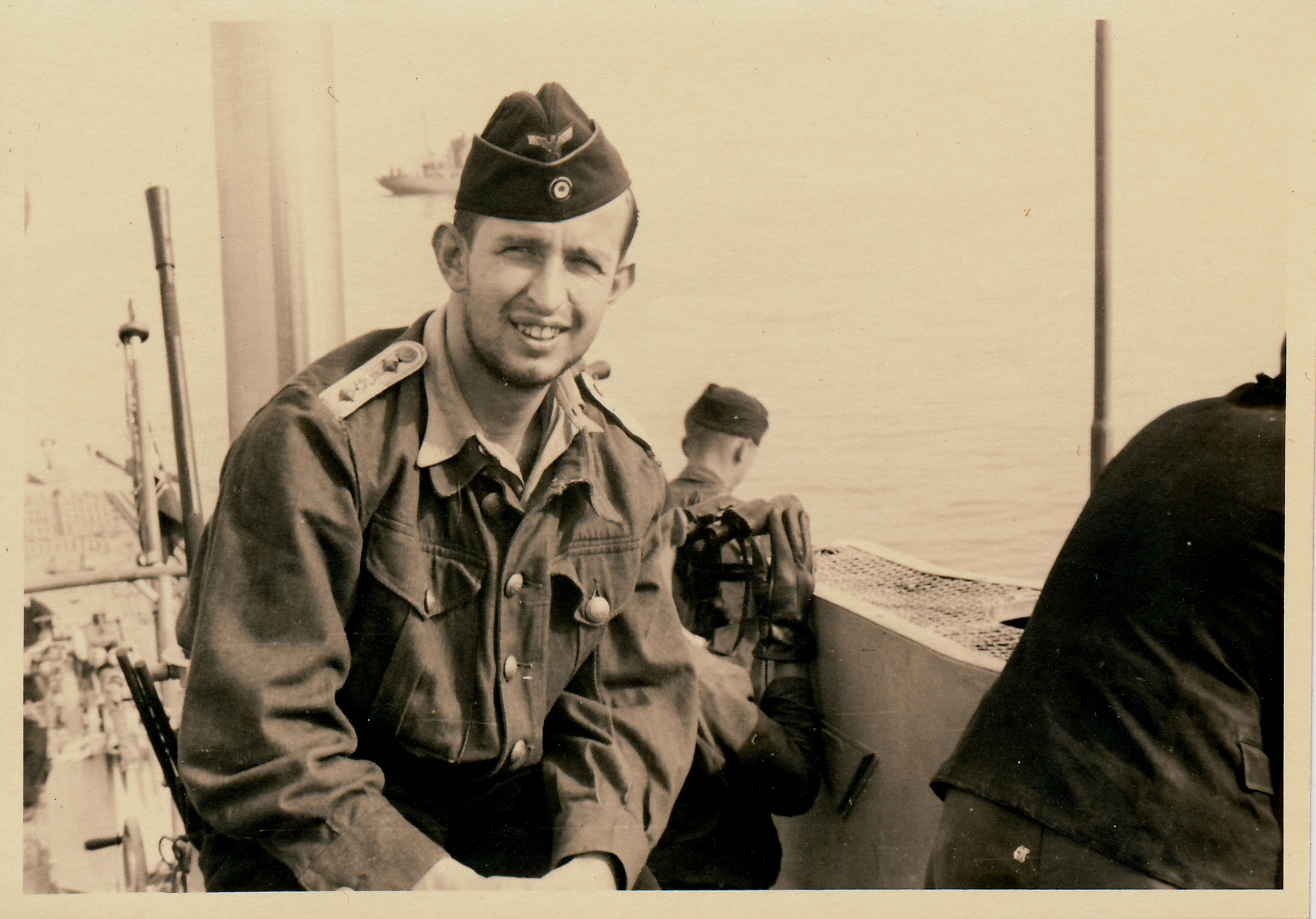
Капітан-лейтенант медичної служби Вандель на борту U-129.

Вивчав медицину в Сілезькому університеті Фрідріха-Вільгельма. Під час Другої світової війни служив судновим лікарем на підводному човні U-129, на якому взяв участь у двох походах. Потім був лікарем 26-ї і 11-ї флотилій підводних човнів. З червня 1944 по січень 1954 року — командир 700-го навчального командування ВМФ (підготовка бойових водолазів). В 1957 році вступив у бундесмаріне. В 1962-73 роках — керівник фізіологічного інституту підводників і водолазів ВМС (з 1965 року — Військово-медичний інститут ВМС), після чого вийшов на пенсію. В 1976/82 роках — член правління вітрильного клубу Швангау.

## Нагороди
- Хрест Воєнних заслуг 2-го і 1-го класу з мечами
- Залізний хрест 2-го класу
- Нагрудний знак підводника
- Нагрудний знак малих катерів 1-го ступеня
- Орден «За заслуги перед Федеративною Республікою Німеччина», офіцерський хрест
- Почесний член вітрильного клубу Швангау

## Сім'я
Старший з чотирьох братів Вандель і єдиний, який пережив Другу світову війну.
- Йоахім Вандель
- Фрідріх Вільгельм Вандель
- Гайнц-Гюнтер Вандель (15 січня 1919 — липень 1943, Орел) — гауптман і командир панцергренадерської роти. Загинув під час операції «Цитадель».